# Ідіосинкразія
Ідіосинкразі́я — підвищена спадкова чутливість організму окремих людей до деяких неспецифічних (на відміну від алергії) подразників. Основою ідіосинкразії є вроджена підвищена реактивність і чутливість до певних подразників, або ж вона виникає в організмі внаслідок повторних слабких впливів деяких речовин; реакція, яка не супроводжується утворенням антитіл.
Ідіосинкразія є патофізіологічним феноменом, який лежить в основі виникнення клінічних змін у відповідь на дію чинників подразнення. Різниться від алергії ще й тим, що може розвинутися і після першого контакту з подразником (небілкові сполуки, що не мають властивостей алергенів, компоненти харчових продуктів — риба, ікра, краби, молоко, яйця, суниці тощо; деякі ліки — амідопірин, антибіотики, сульфаніламіди тощо; запах деяких тварин). Провокують ідіосинкразію також деякі фізичні чинники — інсоляція, охолодження, травма.

## Прояви
Незабаром після контакту з подразником з'являється головний біль, підвищується температура, іноді виникають психічне збудження, розлад функції органів травлення та дихання (задишка, нежить тощо), набряк шкіри та слизових оболонок. Ці явища, спричинені порушеннями кровообігу, збільшенням проникності судин, зазвичай відносно швидко минають, але іноді тривають декілька днів. Після завершення реакції організм не стає толерантним до повторної дії подразника.

## Профілактика
Полягає в уникненні подальших контактів з подразником, а також у зниженні підвищеної реактивності організму.